# Sutawinangun
Sutawinangun is een bestuurslaag in het regentschap Cirebon van de provincie West-Java, Indonesië. Sutawinangun telt 10.613 inwoners (volkstelling 2010).